# Casa Miquel Aleu
La Casa Miquel Aleu és una obra eclèctica de Tarragona protegida com a Bé Cultural d'Interès Local.

## Descripció
Casa senyorívola de planta baixa i dos pisos, amb façanes al carrer d'en Granada i al passeig de Sant Antoni. Construït aprofitant la muralla romana, com es pot veure a la seva façana al passeig, amb dues files de balcons. L'entrada és pel carrer d'en Granada, amb portalades d'accés d'angles arrodonits amb aplacat figurant carreus i dovelles a la porta. A la primera planta hi ha un balcó seguit i a la segona dos de més petits. Cal destacar que a la secció on s'assenta es troba una de les portes ciclòpies de Tarragona.